# 흐로터 마르크트 (브뤼허)
흐로터 마르크트(네덜란드어: Grote Markt, 프랑스어: Grand-Place de Bruges)는 벨기에 브뤼허에 위치한 광장이다. 브뤼허 중심에 있으며, 면적은 1헥타르에 달한다. 브뤼허의 종탑, 지방법원, 크라넨부르크 하우스 등이 있다.